# Šnory
Šnory (něm. Kohlstätten) je samota a zaniklá vesnice na území obce Pelechy v okrese Domažlice v Plzeňském kraji. Nachází se asi 1 km na jihozápad od Pelech. Je zde evidována jedna adresa. Trvale zde nežije žádný obyvatel.
Šnory leží v katastrálním území Pelechy o výměře 1,67 km2.

## Historie
Vesnice Šnory byla založena pravděpodobně v roce 1711, první písemná zmínka pochází z roku 1724. Po druhé světové válce byla ves vysídlena a zbořena. Zachováno zůstalo jedno stavení, které stálo na samotě, asi 500 m severozápadně od vesnice.
Šnory byly do poloviny 20. století součástí obce Tlumačov, poté až do roku 2012 evidenční částí obce Stráž. Tvořily tak enklávu Stráže na katastrálním území Pelech. Ke konci roku 2012 byla část obce Šnory administrativně zrušena a jediný stojící dům přičleněn k Pelechům jako čp. 6. V návaznosti na to byla počátkem roku 2013 zrušena i základní sídelní jednotka Šnory, jejíž území bylo přičleněno k ZSJ Pelechy.

## Obyvatelstvo
Sommerova topografie z roku 1839 popisuje ve vsi 20 domů a 222 obyvatel. Při sčítání lidu v roce 1921 zde žilo 134 obyvatel, z toho tři Čechoslováci a 131 Němců. Všichni obyvatelé se hlásili k římskokatolické církvi.
| Rok            | 1869 | 1880 | 1890 | 1900 | 1910 | 1921 | 1930 | 1950 | 1961 | 1970 | 1980 | 1991 | 2001 | 2011 |
| -------------- | ---- | ---- | ---- | ---- | ---- | ---- | ---- | ---- | ---- | ---- | ---- | ---- | ---- | ---- |
| Počet obyvatel | 167  | 164  | 167  | 148  | 160  | 134  | 108  | 4    | 8    | –    | –    | –    | –    | –    |
| Počet domů     | 20   | 21   | 21   | 22   | 23   | 23   | 23   | 1    | –    | –    | –    | –    | –    | –    |

## Galerie

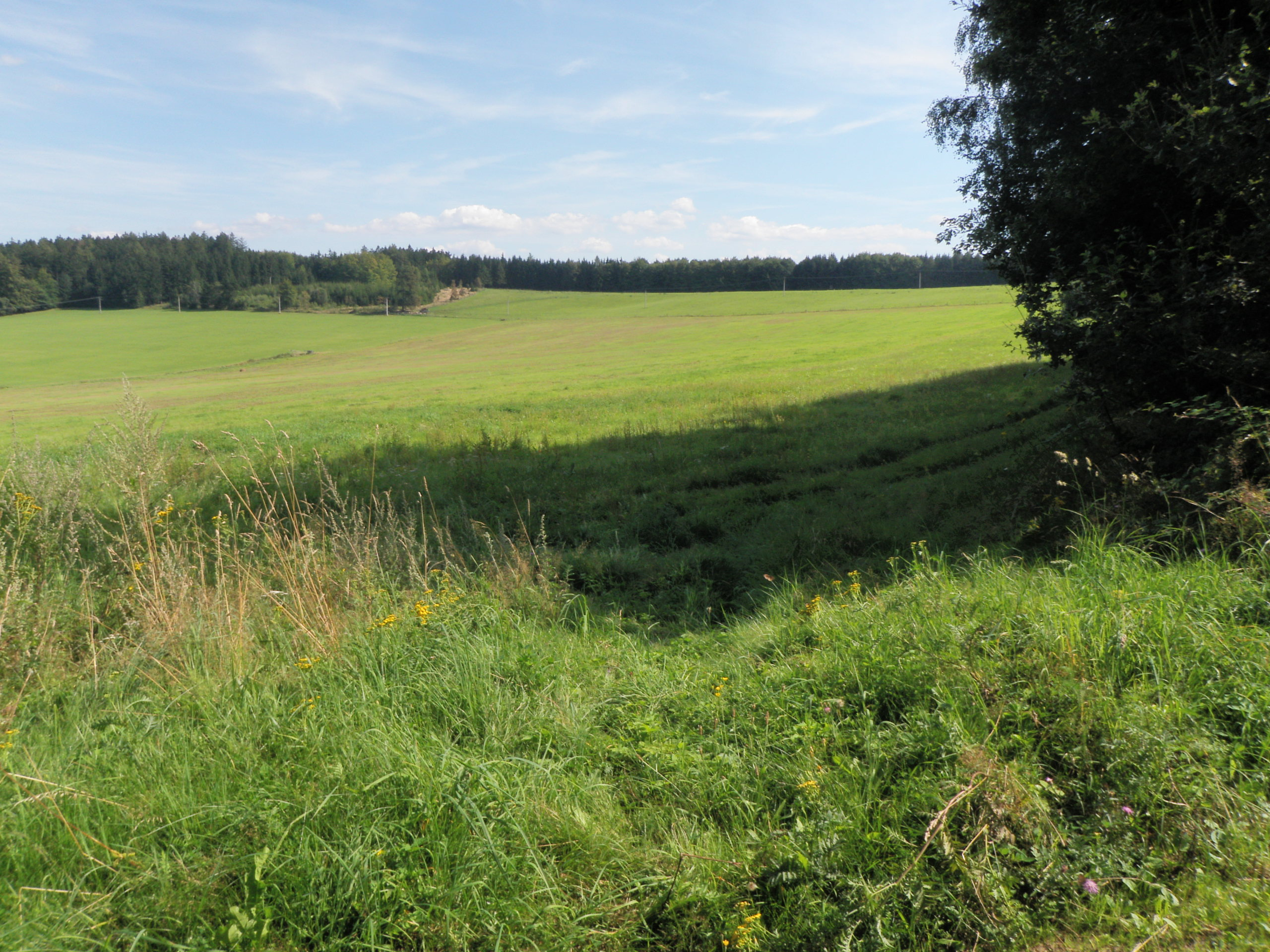
Pohled od severu na prostor zaniklé vsi
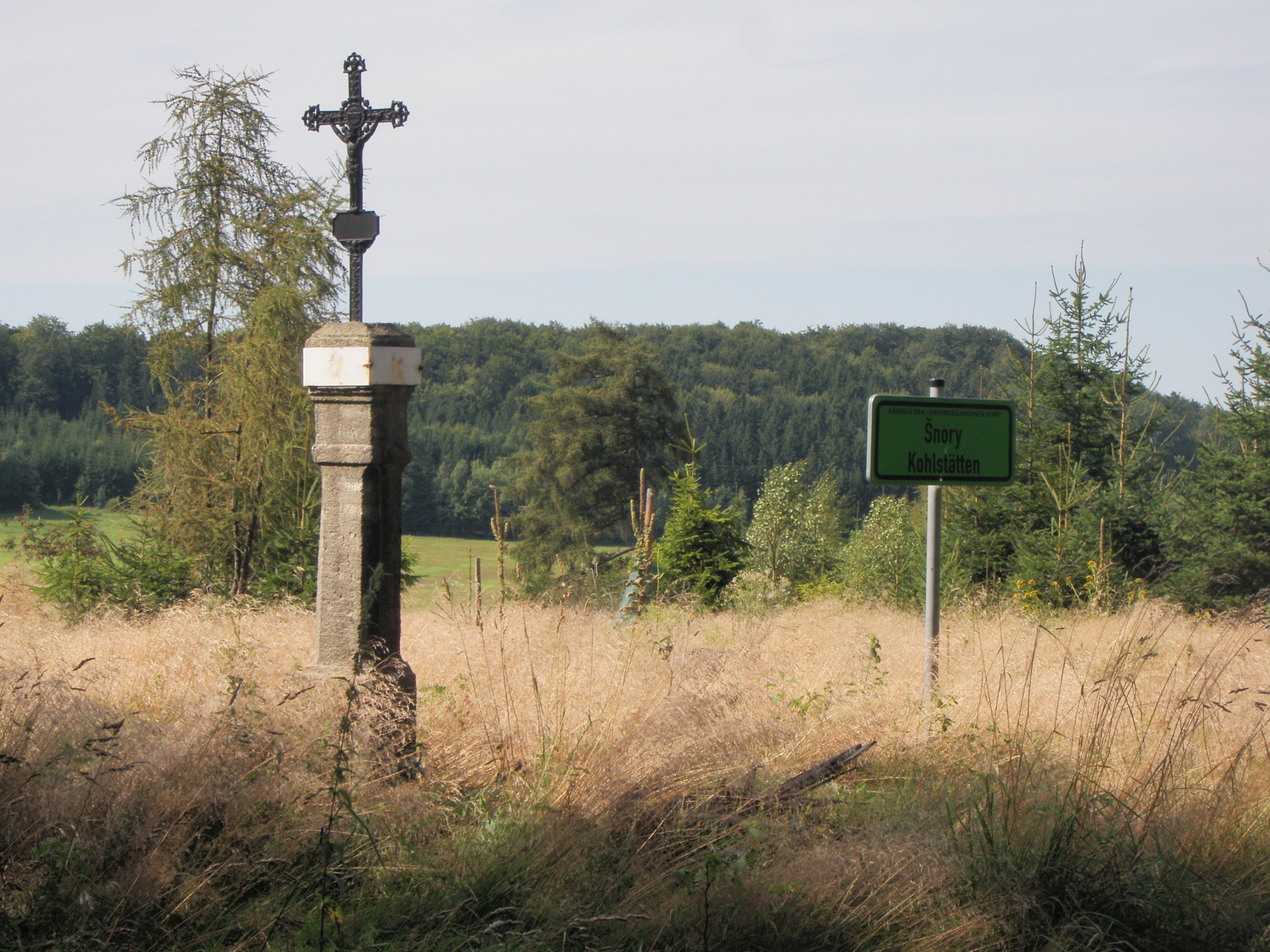
Kříž a pamětní cedule na východním okraji zaniklé vsi (rok 2009)
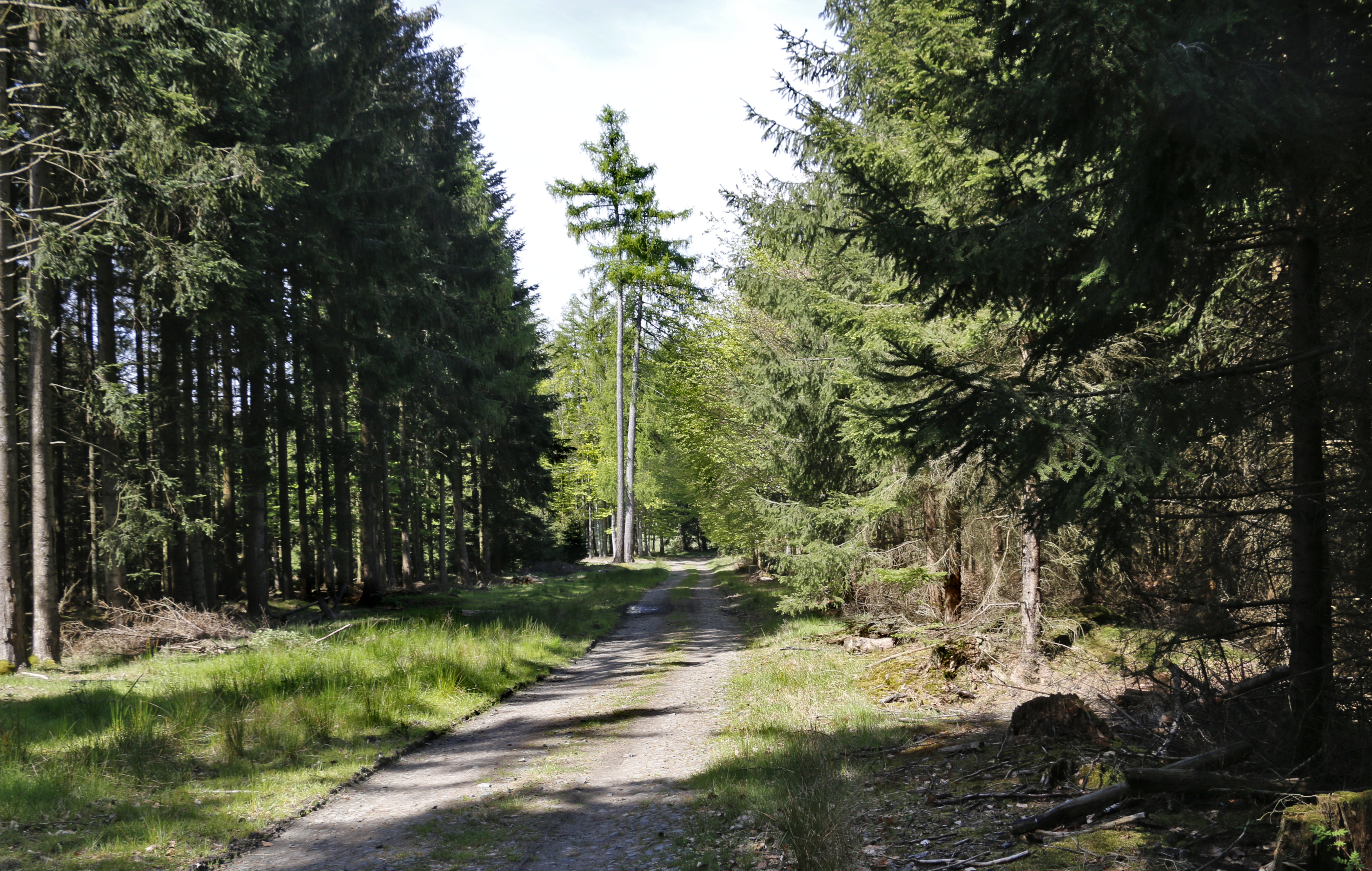
Hřebenová cesta ke vsi
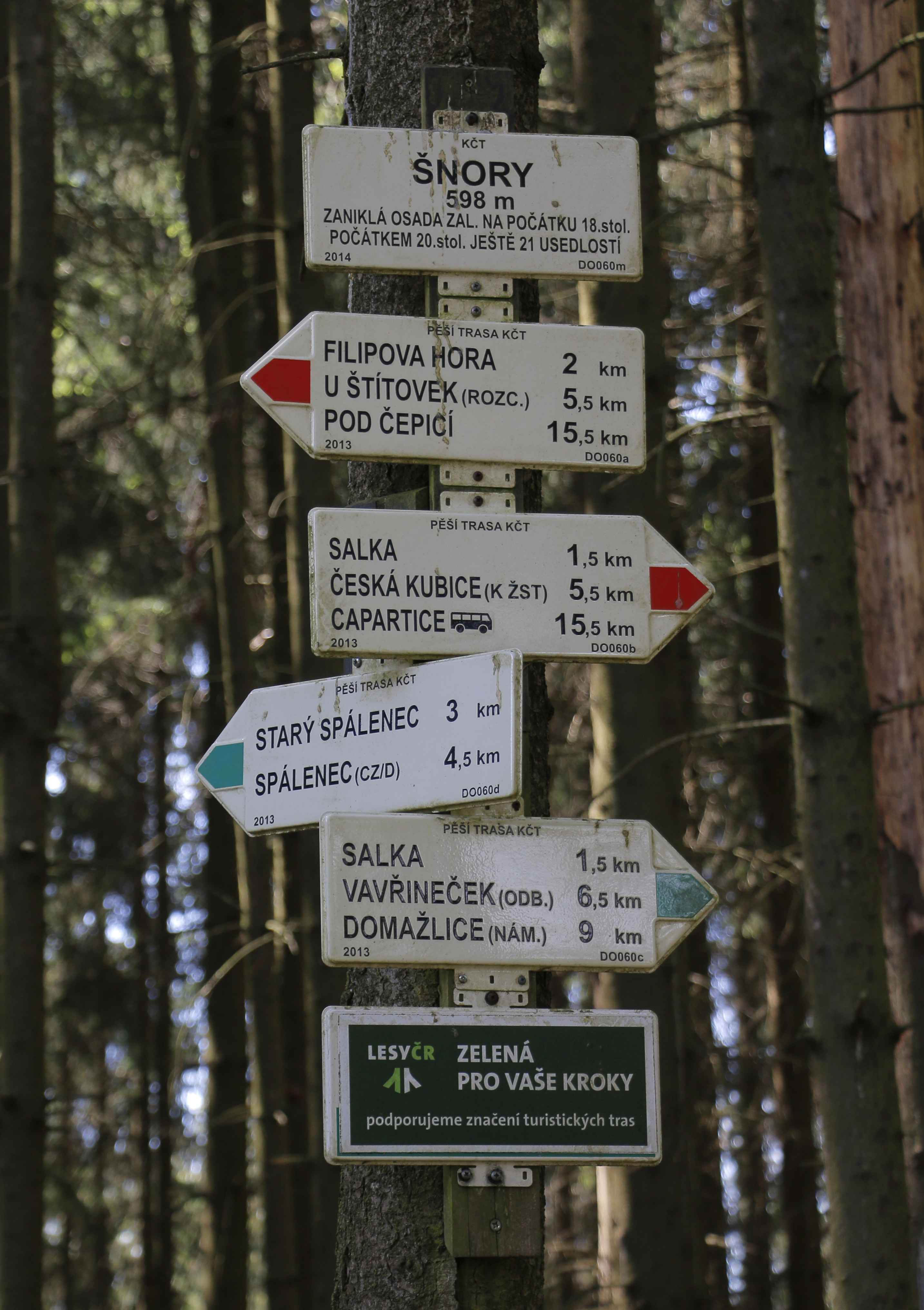
Rozcestník turistických cest